# W3m
w3m è  un browser web testuale open source. Supporta le tabelle, i frame, le connessioni SSL, i colori ed anche le immagini in linea su terminali abilitati. In genere, w3m visualizza le pagine in una forma che sia il più possibile vicina a quella originale.
Il nome "w3m" sta per "WWW-o miru", che in giapponese significa "vedi il WWW".

## In Emacs
w3m viene usato anche dall'editor di testo Emacs text editor attraverso il modulo w3m.el, scritto in Emacs Lisp. Il modulo consente una rapida visualizzazione delle pagine web dentro Emacs. Tuttavia, la visualizzazione delle pagine non viene fatta in Emacs Lisp; solo la presentazione all'utente viene gestita in Emacs Lisp, mentre la resa delle stesse viene fatta da w3m. In questo modo si ottiene un rendering più rapido rispetto al più lento Emacs/W3,

## Fork
Ci sono due fork di w3m che aggiungono il supporto a codifiche di caratteri multiple ed altre caratteristiche assenti nell'originale.
1. w3m-m17n di Hironori Sakamoto  (“m17n” significa “internazionalizzazione”);
2. w3mmee di Kiyokazu Suto (“mee” significa "Estensioni per Codifiche Multiple").